# Ferme fortifiée d'Étalante
La ferme fortifiée d'Étalante, aussi dite ferme de la Pothière, est une ferme fortifiée du XVIe siècle située à Étalante en Côte-d'Or.

## Localisation
La ferme de la Pothière est située en limite ouest de la commune en surplomb du val du Revinson, accessible par un chemin sans issue depuis la RD 901.

## Histoire
L'histoire du peuplement du territoire communal remonte loin dans le temps, le paléolithique ayant légué un gisement ossifère. La source de la Coquille, où une statuette de divinité lingonne a été mise à jour, fut un lieu de culte dès l'époque gauloise. Des ex-voto gallo-romains en pierre, des tessons de poteries et fragments de mosaïques furent également dégagés.
Construite en 1574, la partie la plus ancienne de la ferme forte de la Pothière était un rendez-vous de chasse du Prince de Condé. Sur une fenêtre de l'escalier intérieur une coquille Saint-Jacques atteste qu’elle a aussi servi d'étape sur le chemin de Compostelle.

## Architecture

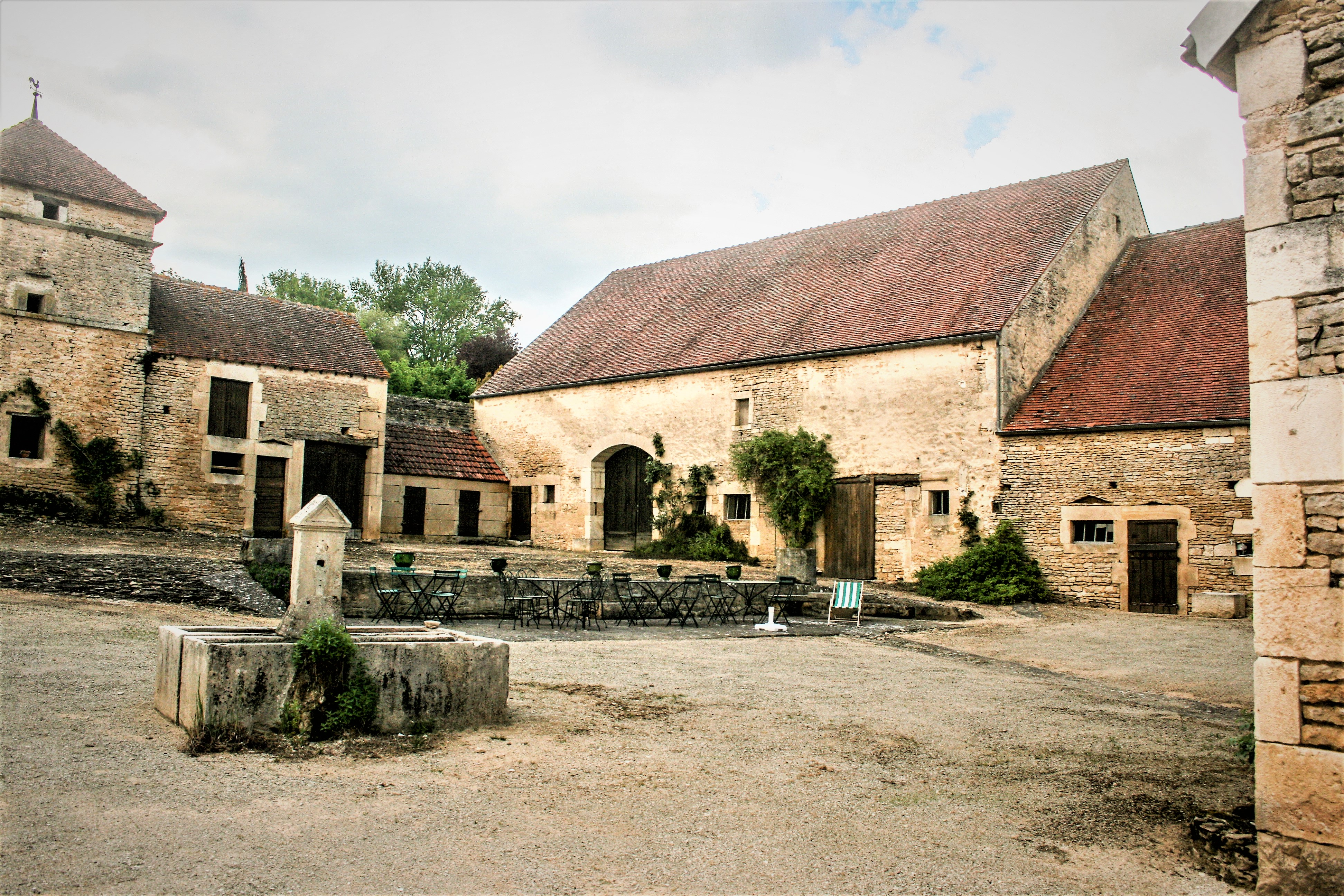
Cour et corps de ferme de la Pothière

Le corps de ferme est typique de l'architecture bourguignonne des XVe et XVIe siècles. Sa partie la plus ancienne située au-dessus du porche est une salle des gardes d'où on pouvait tirer sur les assaillants. On remarque une tourelle d'escalier percée de meurtrières et une fontaine-abreuvoir alimentée par une source constante occupe le centre de la grande cour carrée intérieure. Le colombier daterait du XVIIe siècle et à l'angle sud on remarque un curieux cadran solaire. Outre les éléments pré-cités, on note dans l’enclos : lavoir, étables et écuries.
L'intérieur recèle de beaux plafonds à la française et de belles charpentes en chêne qui supportaient autrefois une toiture en laves. Façades, toitures et colombier sont inscrits aux monuments historiques par arrêté du 28 décembre 1988.